# دژآباد
دژآباد، روستایی در دهستان بندامیر بخش مرکزی شهرستان زرقان در استان فارس ایران است.

## جمعیت
بر پایه سرشماری عمومی نفوس و مسکن در سال ۱۳۹۵، جمعیت این روستا برابر با ۲۸۰ نفر (۸۴ خانوار) بوده است.